# Oblate di Gesù Sacerdote
Le Oblate di Gesù Sacerdote (in spagnolo Oblatas de Jesús Sacerdote) sono un istituto religioso femminile di diritto pontificio: le suore di questa congregazione pospongono al loro nome la sigla O.J.S.

## Storia
La congregazione, detta inizialmente delle "Ausiliatrici dei seminari", fu fondata dal sacerdote Félix Rougier che il 9 febbraio 1924 riunì a Tlalpan una comunità di dieci giovani donne provenienti dalla diocesi di Saltillo.
Un gruppo di suore che si era ritirato a Morelia diede inizio alla congregazione delle suore Missionarie Guadalupane dello Spirito Santo.
L'istituto ricevette il pontificio decreto di lode il 12 febbraio 1975.

## Attività e diffusione
Le religiose si dedicano alla preghiera in favore delle vocazioni sacerdotali, al servizio in seminari e collegi ecclesiastici, a lavori per il culto divino e alla catechesi.
Oltre che in Messico, le suore sono presenti in Ecuador, Italia e negli Stati Uniti d'America; la sede generalizia è a Città del Messico.
Alla fine del 2011 la congregazione contava 138 religiose in 22 case.